# Inhibitie (scheikunde)
Een inhibitor of remmer is een stof die de reactiesnelheid van een chemische reactie sterk vertraagt.
Door het voorkomen van een inhibitor in een reactiemengsel zal de geïnhibeerde reactie traag verlopen. In sommige gevallen kan de chemische reactie zelfs volledig stilvallen. Voor de bespreking van inhibitoren kan men een opdeling maken tussen gekatalyseerde en niet gekatalyseerde reacties.
Inhibitie kan optreden op verschillende manieren:
- De initiator van een reactie wordt afgevangen door de inhibitor.
- Het actief centrum van een reactie reageert met een inhibitor, bijvoorbeeld bij radicaalreacties.
- De werking van een katalysator wordt tenietgedaan door de inhibitor, al dan niet tijdelijk.

## Inhibitie van niet-gekatalyseerde reacties
Deze vorm van inhibitie komt zelden voor. Deze vorm wordt teruggevonden bij radicaalreacties waarbij de initiator of het actieve radicaalcentrum reageert met een inhibitor. Deze inhibitor kan eveneens een overmaat aan terminator zijn, waardoor de reacties te vroeg stoppen. Inhibitoren bij radicaalreacties zijn producten die vrij gemakkelijk een stabiel radicaal vormen.

## Inhibitie van gekatalyseerde reacties
Inhibitie zorgt ervoor dat het actieve centrum van de katalysator niet meer toegankelijk is voor het substraat. Meestal is inhibitie van katalysatoren onomkeerbaar, bijvoorbeeld bij autokatalysatoren die vergiftigd worden door lood.
Inhibitoren kunnen worden onderverdeeld in twee groepen: reversibele en niet-reversibele inhibitoren. Bij reversibele inhibitie kan de oorspronkelijke toestand van het enzym worden hersteld als men de inhibitor verwijdert, wat leidt tot een evenwichtstoestand. Dit is niet het geval voor niet-reversibele inhibitie. Niet-reversibele inhibitie leidt tot een inactivatie van het enzym als alle enzymmoleculen gebonden zijn met een inhibitor.
Sterk vereenvoudigd kan men stellen dat een enzym en het substraat binden volgens het induced fit model om een tijdelijk enzym-substraatcomplex te vormen. Het substraat heeft precies de juiste ruimtelijke vorm om aan de actieve plaats van het enzym te binden. In werkelijkheid heeft het substraat van een enzym een goede affiniteit met het actief centrum. Bij adsorptie op het actief centrum zal de eiwitketen zodanig in een vorm gedwongen worden dat er een biochemische reactie optreedt. Bij biochemische reacties kan men hierbij twee soorten inhibitie onderscheiden:
- Reversibele competitieve inhibitie. Een reversibele competitieve inhibitor bindt op de actieve plaats van het enzym waar het substraat had moeten reageren. Een goede competitieve inhibitor heeft een hogere affiniteit voor het actief centrum, waardoor het substraat volledig wordt verdrongen. Een minder goede inhibitor heeft veelal een lagere affiniteit voor het actief centrum en kan relatief gemakkelijk van het actief centrum weggehouden worden door een overmaat aan substraat.
- Reversibele niet-competitieve inhibitie. Een reversibele niet-competitieve inhibitor reageert met het enzym of bindt er op een andere plaats dan het actief centrum. Hierdoor vervormt de actieve plaats van het enzym zodanig dat het substraat niet goed meer kan binden. Het enzym kan dan wel nog binden met het substraat, maar het oefent geen katalytische invloed uit. Dit heeft invloed op de snelheid van de gekatalyseerde reactie.
- Irreversibele inhibitie. Een niet-reversibele inhibitor heeft een gelijkaardige werking als een reversibele niet-competitieve inhibitor, met als enig verschil dat deze inhibitie onomkeerbaar is.

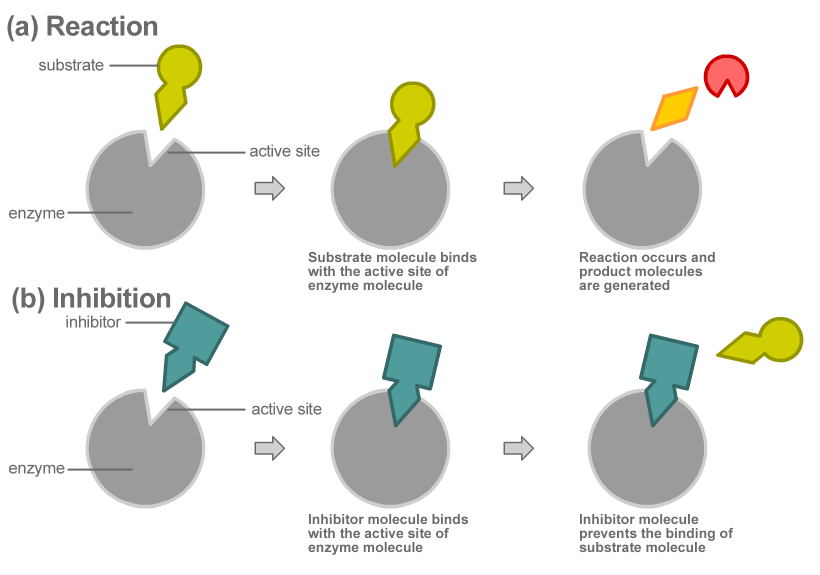
(a) Reaction: Het substraat bindt met de actieve plaats van het enzym. De reactie vindt plaats en de reactieproducten worden gevormd. (b) Inhibition: De inhibitor bindt met de actieve plaats van het enzym. De inhibitor voorkomt nu de binding van het substraat aan de actieve plaats.
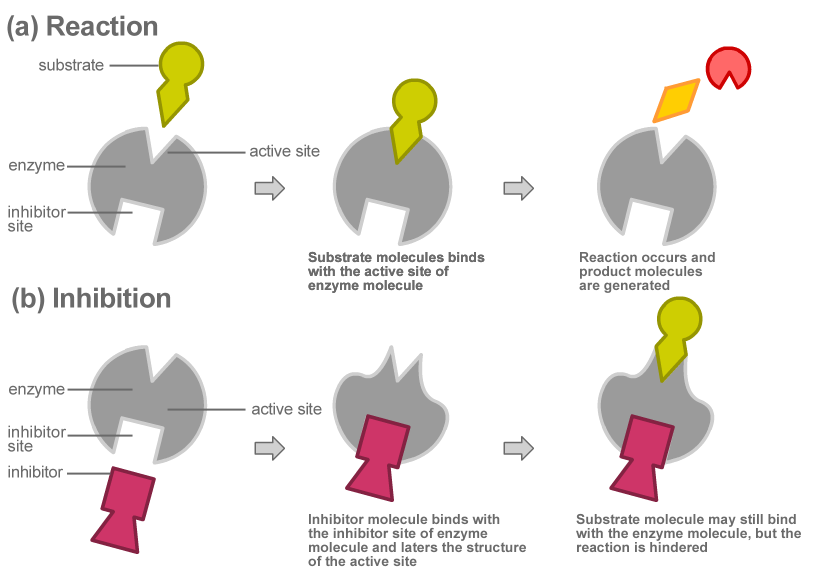
(a) Reaction: Het substraat bindt met de actieve plaats van het enzym. De reactie vindt plaats en de reactieproducten worden gevormd. (b) Inhibition: De inhibitor bindt met de inhibitorplaats van het enzym en vervormt de structuur van de actieve plaats. Het substraat zou nog kunnen binden met het enzym, maar de reactie wordt gehinderd.